# 界相応
「界相応」（かいそうおう、巴: Dhātu-saṃyutta, ダートゥ・サンユッタ）とは、パーリ仏典経蔵相応部に収録されている第14相応。

## 構成
4品39経から成る。
1. Nānatta-vaggo --- 全10経
2. Dutiya-vaggo --- 全12経
3. Kammapatha-vaggo --- 全7経
4. Catuttha-vaggo --- 全10経

## 日本語訳
- 『南伝大蔵経・経蔵・相応部経典2』（第13巻） 大蔵出版
- 『パーリ仏典 相応部(サンユッタニカーヤ) 因縁篇II』 片山一良訳 大蔵出版
- 『原始仏典II 相応部経典2』 中村元監修 春秋社